# Галогеніди (мінерали)

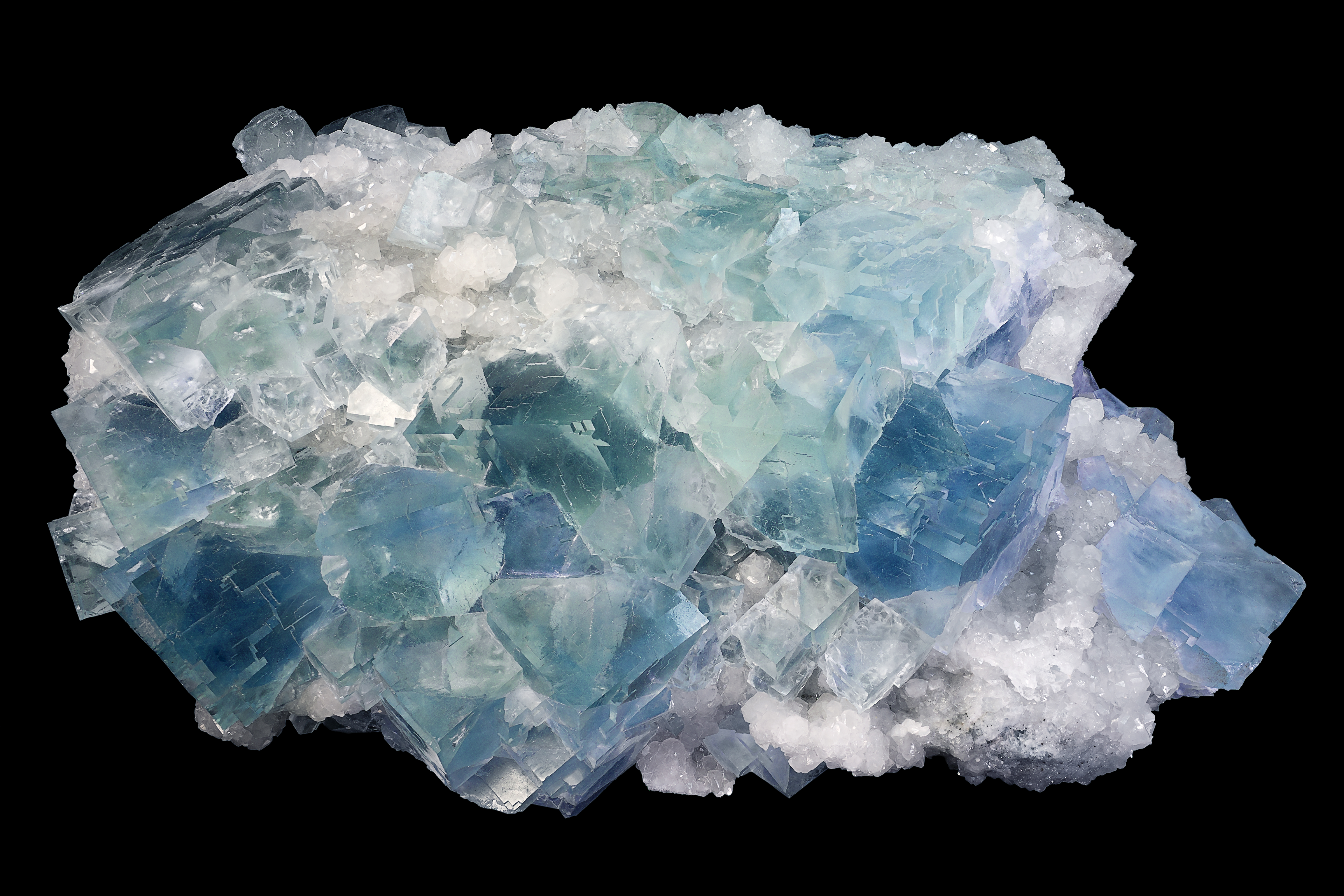
Представник мінералів класу галогенідів — флюорит

Галогеніди — група мінералів, сполуки фтору, брому, йоду, хлору з менш електронегативними хімічними елементами.
Природні галогеніди — солі кислот, утворених галогеноводнями. Вони належать до чотирьох класів: фторидів, бромідів, хлоридів та йодидів. Виділяють прості природні галогеніди типу NaCl, складні, які містять два і більше катіонів і змішані природні галогеніди, наприклад, PbFCl.
Промислові скупчення в основному представлені осадовими родовищами (галіт-сильвін-карналітові поклади). В Україні це Артемівське родовище, Калуське родовище, у США — о. Серлс у Каліфорнії, у Німеччині — Штасфуртський басейн тощо. Фториди утворюються внаслідок гідротермальних і гідротермально-метасоматичних процесів, хлориди — при випаровуванні природних водойм.
Галогеніди використовуються як сировина у харчової промисловості (галіт), у виробництві добрив (сильвін, карналіт, бішофіт), флюсів у металургії, кислот, розчинників при вирощуванні штучних кристалів та ін.
Застосування галогенідів
Натрій хлорид використовують як харчову приправу, у виробництві хлору, хлороводню, мила. Калій хлорид — калійне добриво. Кальцій хлорид — осушуючий реагент і компонент охолоджуючих сумішей (суміш CaCl2 і льоду у відношенні 1:1,43, знижує температуру до –55 0С).
Броміди і йодиди використовують у фотографії як світлочутливі реагенти та у виробництві лікарських засобів.